# Kasteel Rattennest

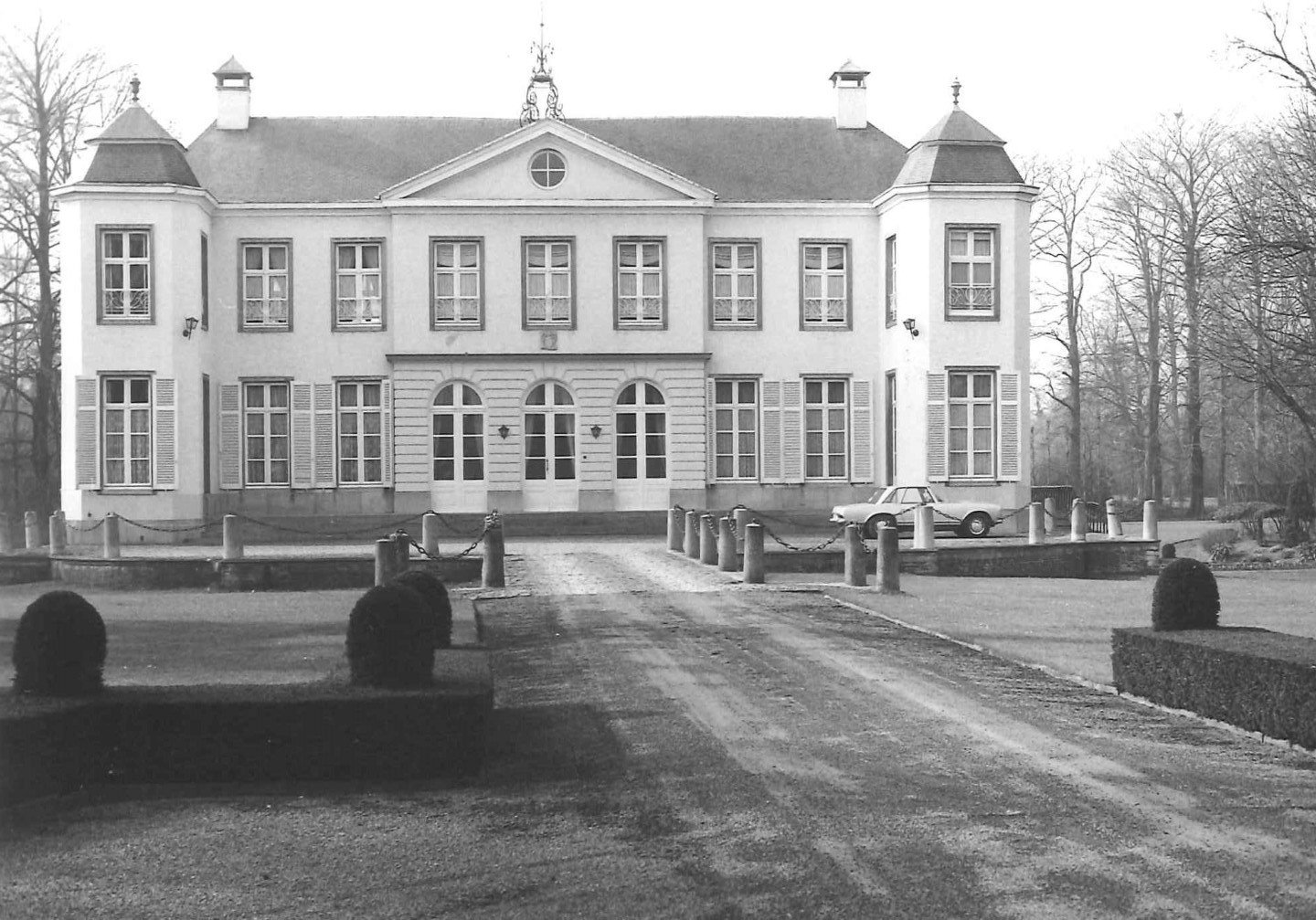
Kasteel Rattennest

Het Kasteel Rattennest is een kasteel in de Antwerpse plaats Hove, gelegen aan de Mortelsesteenweg 91.

## Geschiedenis
Het domein werd voor het eerst vermeld in 1426, als  't Goet te Groenenberghe. In 1558 kwam het aan Jacob van der Heyden en was toen een huis van plaisantie (buitenhuis). In 1583 werd het verwoest.
Op de Ferrariskaarten (1771-1778) werd het kasteel al als Rattennest vermeld. Dit kasteel stamt uit de 1e helft van de 18e eeuw en kreeg in 1807 een classicistisch aanzien.
In 1934 werd de spoorlijn ingegraven waardoor de grachten droogvielen. Ook de beukendreef werd gerooid. In 1948 werd een groot deel van het domein verkaveld. Het kasteel en een deel van het domein er omheen bleven behouden.

## Domein
Het betreft een kasteel met twee korte voorvleugels. Hoewel de gracht is gedempt zijn resten van de toegangsbrug nog aanwezig. Aan de oostzijde bevindt zich een Franse tuin die overgaat in een landschapspark. Ten noorden van het kasteel bevindt zich een wagenhuis, bestaande uit een koetshuis en een paardenstal.